# Таран, Алексей Павлович
Алексей Павлович Таран (4 марта 1919 — 18 апреля 1997) — советский военнослужащий, участник Великой Отечественной войны, командир расчёта 120-мм миномета 308-го стрелкового полка (98-я стрелковая дивизия, 59-я армия, 1-й Украинский фронт), старшина на момент представления к награждению орденом Славы 1-й степени.

## Биография
Родился 4 марта 1919 года в Харькове. Работал токарем на Харьковском автотракторном заводе.
В сентябре 1939 года был призван в Красную Армию. Службу проходил в стрелковой части в Вологде. На фронте в Великую Отечественную войну с августа 1941 года. Воевал на Ленинградском, 2-м и 3-м Прибалтийском и 1-м Украинском фронтах.
В мае 1944 года старший сержант Таран с расчётом ликвидировал 3 огневые точки и до 20 гитлеровцев. 24 января 1944 года старший сержант Таран Алексей Павлович награждён орденом Славы 3-й степени.
В наступательных боях в августе 1944 года старшина Таран подбил со своим расчётом 3 автомашины с боеприпасами, подавил несколько огневых точек и истребил немало гитлеровцев. 20 сентября 1944 года старшина Таран Алексей Павлович награждён орденом Славы 2-й степени.
20-27 марта 1945 года расчет старшины Тарана огнём из миномета разбили пушку и несколько автомашин противника, подавили 2 пулеметные точки и вывели из строя свыше взвода солдат. 27 июня 1945 года за образцовое выполнение боевых заданий командования на фронте борьбы с немецкими захватчиками и проявленные при этом доблесть и мужество старшина Таран Алексей Павлович награждён орденом Славы 1-й степени.
В 1945 году был демобилизован. Скончался 18 апреля 1997 года.